# Савина (Каргапольський район)
Са́вина (рос. Савина) — присілок у складі Каргапольського району Курганської області, Росія. Входить до складу Чашинської сільської ради.
Населення — 337 осіб (2010, 395 у 2002).
Національний склад населення станом на 2002 рік: росіяни — 98 %.